# Anomaloglossus parkerae
Anomaloglossus parkerae (Meinhardt & Parmalee, 1996) è un anfibio anuro, appartenente alla famiglia degli Aromobatidi.

## Etimologia
L'epiteto specifico è stato dato in onore di Nancy Parker.

## Distribuzione e habitat
È endemica di Sifontes nello stato di Bolívar, Venezuela. Si trova tra 860 e 1300 m di altitudine. La  sua presenza in Guyana è incerta.